# ابن نجيب الهاشمي
الشّريف أبو القاسم محمد بن هاشم بن نجيب الهاشمي (؟ - 1217) شاعر أندلسي من أهل القرن الثاني عشر الميلادي/ السادس الهجري. من أهل مالقة، وكان من أعيانها في أيام الدولة الموحدية ومن أجلة أدبائها. قرأ على أبي زيد السهيلي وغيره من شيوخ عصره، وبرع في الأدب وبرز في النظم وله قصائد طوال. سافر إلى سبته فسجن بها على تهمة سرقة مدة، ثم أطلق سراحه. توفي في مسقط رأسه.  

## سيرته
هو أبو القاسم محمد بن هاشم بن نجيب الهاشمي، شريف هاشمي من أشرف مالقة. كان من أعيان مالقة وأدبائها. قرأ على أبي زيد السهيلي وغيره من الشيوخ. 

ذكره ابن عسكر المالقي في كتابه وقال 
 سافر إلى سبتة فسجن بها على تهمة سرقة «فتوَسّّل للطلبة بِطَلَبِهِ، فَجَرَوْا في أمرِهِ واستخرجوه من سجنه. فكان بين طلبة مالقة وطلبة سبتة على ذلك مُراسلاتٌ نبيهةٌ، فكان أبو القاسم هذا رحمه الله قد نظم هذه القصيدة يمدح طلبة أهل سبتة ويصفهم بصفاتهم، أطلق فيها عنان البلاغة، وقدح زند البراعة، فبلغ فيها مَدَى الإحسان،‌وحاز قصب السبق في ذلك الميدان.»
 وهي قصيدة طويلة، من بدايتها:
وله أيضًا:
توفي في عام 613 هـ/ 1217 م.